# Eugène Vieillard
Pour les articles homonymes, voir Vieillard.
Eugène Vieillard (9 avril 1819 - 7 novembre 1896) est un naturaliste, explorateur et botaniste français.

## Biographie
Eugène Vieillard est né le 9 avril 1819 à Périers (département de la Manche). Il a effectué ses études de médecine à l'école de médecine de Caen.
Employé comme médecin de marine sur un navire marchand de 1854 à 1857, il a récolté des plantes à Tahiti avec Jean Armand Isidore Pancher.

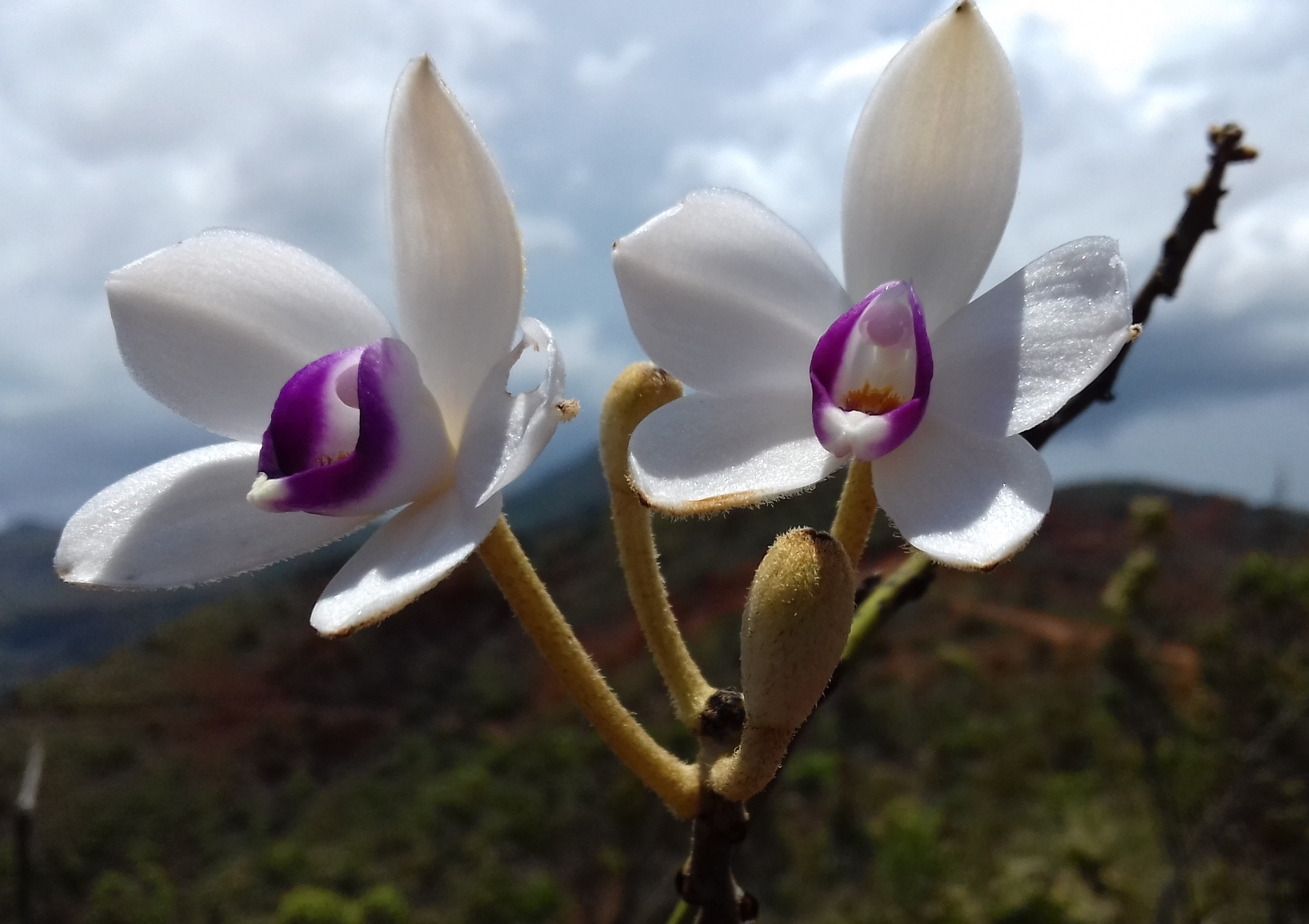
Eriaxis rigida, espèce dont Eugène Vieillard récolta l'holotype en Nouvelle-Calédonie.

En 1861, il se rendit en Nouvelle-Calédonie, en faisant escale au cap de Bonne-Espérance, sur l'île de La Réunion, à Sydney et en Nouvelle-Zélande. De 1862 à 1867, il explora la Nouvelle-Calédonie où son travail l'avait conduit, et herborisa avec le naturaliste Émile Deplanche. Sa collection de plantes est importante : près de 12 000 spécimens qu'il ramena en France pour les distribuer à des botanistes européens.
Dans les années 1860, il publia de nombreux ouvrages sur les plantes de ces régions et devient un botaniste réputé. Il devint professeur de botanique et directeur du jardin botanique de Caen de 1871 à 1895.
En 1863 il partage le prix Barbier de l’Académie des sciences avec Jules Lépine,.
Il mourut près d'Avranches, à Marcey-les-Grèves, le 7 novembre 1896,.

## Quelques publications
- Eugène Vieillard, Études sur les genres Oxerae et Deplancheae, Ed. A. Hardel, 1862.
- Eugène Vieillard, Plantes utiles de la Nouvelle-Calédonie, Ed. L. Martinet, 1862.
- Eugène Vieillard, Émile Deplanche. Essai sur la Nouvelle-Calédonie, Édition initiale : Ed. Challamel aîné, 1863, Réédition : Ed. L'harmattan. 2001.
- Eugène Vieillard, Plantes de la Nouvelle-Calédonie, recueillies par M. E. Vieillard, Bulletin de la Société linnéenne de Normandie, Ed. F. Le Blanc-Hardel, 1865.
- Eugène Vieillard, Notes sur quelques plantes intéressantes de la Nouvelle-Calédonie, Ed. F. Le Blanc-Hardel, 1866.
- Eugène Vieillard, Étude sur les palmiers de la Nouvelle-Calédonie, Ed. F. Le Blanc-Hardel, 1873.
- Eugène Vieillard, Notice sur la vie et les travaux d'Émile Deplanche, Ed. F. Le Blanc-Hardel, 1877.

## Liste partielle des espèces qui lui ont été dédiées
Les espèces végétales suivantes ont été nommées en son honneur :
- Aidia vieillardii (Baill.) Ridsdale : plante de la famille des Rubiacées, endémique de Nouvelle-Calédonie
- Alstonia vieillardii Van Heurck & Müll. Arg. : arbre de la famille des Apocynacées, endémique de Nouvelle-Calédonie
- Archirhodomyrtus vieillardii (Brongn. & Gris) Burret : arbuste de la famille de Myrtacées, endémique de Nouvelle-Calédonie
- Arthroclianthus vieillardii Schindler : arbuste de la famille des Fabacées, endémique de Nouvelle-Calédonie
- Asplenium vieillardii Mett. : fougère de la famille des Aspléniacées, endémique de Nouvelle-Calédonie
- Balanops vieillardii Baill. : petit arbre de la famille des Balanopaceae  endémique de Nouvelle-Calédonie
- Blechnum vieillardii var. vieillardi Mett. : fougère de la famille des Blechnacées, endémique de Nouvelle-Calédonie
- Blechnum vieillardii var. simplex E.Fourn. : fougère de la famille des Blechnacées, endémique de Nouvelle-Calédonie
- Burretiokentia vieillardii (Brongn. & Gris) Pic.Serm. : palmier (famille des Arecaceae) de Nouvelle-Calédonie
- Champia vieillardii Kütz. : algue de la famille des Champiaceae
- Citrus vieillardii T.G. Hartley ined. Citrus buissonnant endémique de Nouvelle-Calédonie (ex Oxanthera)
- Cleidion vieillardii Baill. : arbuste de la famille des Euphorbiacées, endémique de Nouvelle-Calédonie
- Cyathea vieillardii Mett. : fougère de Nouvelle-Calédonie et de Vanuatu
- Cyclophyllum vieillardii Baill. comb. ined. : plante de la famille des Rubiacées, endémique de Nouvelle-Calédonie
- Dacrycarpus vieillardii (Parl.) deLaub. : conifère de la famille des Podocarpacées, endémique de Nouvelle-Calédonie
- Dictyota vieillardii Kütz. : algue de la famille des Dictyotaceae
- Elaphoglossom vieillardii (Mett.) S.Moore : fougère de la famille des Lomariopsidacées, endémique de Nouvelle-Calédonie
- Ficus vieillardiana Bur. : arbre de la famille des Moracées, endémique de Nouvelle-Calédonie
- Garcinia vieillardii Pierre : arbre de Nouvelle-Calédonie de la famille des Clusiacées
- Gracilaria vieillardii P.C.Silva : algue de la famille des Gracilariaceae
- Ixora vieillardii Guillaumin : plante de la famille des Rubiacées, endémique de Nouvelle-Calédonie
- Lastreopsis vieillardii (Mett.) Tind. : fougère de la famille des Dryopteridacées, endémique de Nouvelle-Calédonie
- Lindsaea vieillardii Mett. : fougère de la famille des Lindsaeacées, endémique de Nouvelle-Calédonie
- Nepenthes vieillardii Hook.f. : Gourde du mineur (plante carnivore)
- Melicope vieillardii (Baill.) Baill. ex Guillaumin : plante de la famille des Rutacées, endémique de Nouvelle-Calédonie
- Pandanus vieillardii Martelli : plante de la famille des Pandanacées de Nouvelle-Calédonie
- Psychotria vieillardii (Baill.) Baill. : plante de la famille des Rubiacées, endémique de Nouvelle-Calédonie
- Pteris vieillardii Mett. : fougère de la famille des Adiantacées, endémique de Nouvelle-Calédonie
- Rapanea vieillardii Mez. : petit arbre de la famille des Myrsinacées de Nouvelle-Calédonie
- Selaginella vieillardii Warb. : plante herbacée de l'embranchement des Lycophytes, famille des Sélaginellacées, endémique de Nouvelle-Calédonie
- Tapeinosperma vieillardii Hook.f. : plante de la famille des Myrsinacées de Nouvelle-Calédonie
- Tectaria vieillardii (Fourn.) C.Chr : fougère de la famille des Dryopteridacées, endémique de Nouvelle-Calédonie
- Tmesipteris vieillardii Dangeard : plante herbacée de l'embranchement des Psylophytes
- Trichomanes vieillardii Bosch : fougère de la famille des Hyménophyllacées, endémique de Nouvelle-Calédonie
- Tristanopsis vieillardii Brongn. & Gris : arbre de la famille de Myrtacées, endémique de Nouvelle-Calédonie
- Virotia vieillardii (Brongn. & Gris) comb. ined. : arbuste de la famille de Protéacées, endémique de Nouvelle-Calédonie
- Xanthostemon vieillardii (Brongn. & Gris) Niedenzu : arbre de la famille de Myrtacées, endémique de Nouvelle-Calédonie
- Zeuxine vieillardii (Reichb. f.) Schltr. : orchidée endémique de Nouvelle-Calédonie